# Magnus von Wedderkop (Jurist, 1830)
Magnus Cajus Friedrich Conrad von Wedderkop (* 16. April 1830; † 26. Januar 1907 in Eutin) war Oberamtsrichter in Eutin und Kammerherr am Hof des Großherzogtums Oldenburg.

## Leben
Magnus von Wedderkop war der Sohn des Juristen und Schriftstellers Theodor von Wedderkop und ein Urururenkel seines Namensvetters, dem Juristen und Politiker Magnus von Wedderkop. Seine Mutter war die Unterpriorin des holsteinischen Klosters Preetz, Margarethe „Meta“ Auguste Clodine von Rumohr. Er besuchte das Gymnasium Oldenburg bis zum Abitur Ostern 1852 und studierte dann, zunächst an der Universität Heidelberg, Jura. Während seines Studiums entwickelte sich eine lebenslange Freundschaft mit dem deutschen Diplomaten Johannes Rösing. Die beiden studierten unter anderem auch mit Ernst von Meier zusammen. Magnus von Wedderkop wohnte zeitweise mit ihm und seinem jüngeren Bruder Fritz von Wedderkop, der später Klosterpropst in Schleswig war, in Göttingen in einem Haus.
Nach dem bestandenen Tentamen im Jahr 1857 wurde von Wedderkop 1859 Auditor bei der Staatsanwaltschaft in Varel. 1862 folgte das Examen und er wurde unwiderruflich angestellt, Kammerjunker am Hof und ging nach Vechta als Obergerichtssekretär und Hilfsrichter beim Obergericht. Anschließend ging er im Jahr 1867 nach Eutin und wurde als Sekretär und Hilfsrichter dem dortigen Obergericht zugeordnet. Ein Jahr später wurde ihm mit dem Titel Gerichtsassessor die Funktion des Staatsanwalts bei der Staatsanwaltschaft Eutin übertragen. Ab 1869 war er Kammerherr am Hof des Großherzogtums Oldenburg. Magnus von Wedderkop wurde 1870 zum Obergerichtsassessor bei der Staatsanwaltschaft in Eutin ernannt und 1873 zum Obergerichtsrat ernannt. Ab dem 1. Oktober 1879 war er Oberamtsrichter beim Amtsgericht Eutin. Im Jahr 1891 wurde er zum Vorstand der Ablösungskommission und der Revisionsbehörde des oldenburgischen Landesteils Lübeck in Eutin ernannt. In dieser Funktion leitete er die dortige weitgehend abschließende juristische Abwicklung der Ablösungs-, Verkoppelungs- und Gemeinheitsteilungsverfahren, die aus der Bauernbefreiung des 19. Jahrhunderts hervorgegangen waren. Ihm wurde 1893 den Titel Geheimer Justizrat beim Amtsgericht Eutin verliehen. Am 1. August 1899 wurde er zur Disposition gestellt und mit Verfügung vom 17. Dezember 1900 zum Jahresanfang 1901 in den Ruhestand versetzt.
Er war ehrenamtlicher Vorsitzender des Schiedsgerichts der Berufsgenossenschaft für das Fürstentum Lübeck. Wedderkop war aktiv am kulturellen Leben Eutins beteiligt, Ehrenältester der Kirchengemeinde Eutin und Vorsitzender der Eutiner Literarischen Gesellschaft. Er setzte sich für die Errichtung des Carl-Maria-von-Weber-Denkmals zu Ehren des Komponisten Carl Maria von Weber in dessen Heimatstadt Eutin ein. Zudem war Wedderkop Mitglied der von Alfred Lichtwark gegründeten Gesellschaft hamburgischer Kunstfreunde. Für die Allgemeine Deutsche Biographie verfasste er Biografien von Mitgliedern der Familie. Der Märchenforscher Wilhelm Wisser widmete ihm 1902 das Märchen Hans Dünk.
Er heiratete in Bremen am 2. April 1863 Elisabeth Post (* 3. März 1839; † 1895), eine Ur-Enkelin des Bremer Bürgermeisters Liborius Diederich Post. Das Paar hatte zwei Söhne, Magnus von Wedderkop, Justiziar und Verwaltungsrat der Königlichen Museen zu Berlin sowie Hermann von Wedderkop, Schriftsteller und Herausgeber der Zeitschrift Der Querschnitt.

## Auszeichnungen
- Titel Geheimer Justizrat (1893)
- Oldenburgischer Haus- und Verdienstorden des Herzogs Peter Friedrich Ludwig
  - Ritterkreuz II. Klasse (1897)
  - Ritterkreuz I. Klasse (1899)